# Taurus PT 100
La Taurus PT 100 es una pistola semiautomática de fabricación brasileña, producida por Forjas Taurus S.A., con sede en el estado del Río Grande del Sur, Brasil.

## Historia
Inspirada en el proyecto de la Beretta 92, de fabricación italiana bajo licencia. Este modelo más que una copia es una evolución mejorada de la misma Beretta 92FS. La PT-100 es la designación de la variante adaptado para disparar el cartucho .40 S&W en vez del 9 x 19 Parabellum o sea el TAURUS modelo PT-92. Esta, junto a la PT 100, ha sido adoptada por diversas instituciones policiales de la generalidad de los Estados Brasileños para porte de los mismos.
El arma también puede ser encontrada en otros países, ya que es una pistola que dispara el cartucho .40 S&W, versión de casquillo acortado del poderoso cartucho 10 mm Auto creado para el FBI de los Estados Unidos. Esta versión intermedia con un poder de parada que va entre el 9 x 19 Parabellum y el .45 ACP, por lo que es muy codiciado en la comunidad policial y civil. 
Posee todas las ventajas de la modelo 92FS que actualmente es el arma reglamentaria del Ejército estadounidense bajo la designación M9. Tiene los controles de seguridad desmartillador (decocker) y puede llevar el martillo hacia atrás como la Colt M1911 y sus clones), lo cual es muy apreciado por gran parte de la comunidad amante de las armas. Pero están ubicados  en el armazón y no en la corredera, cosa que para muchos es una desventaja ya que el seguro puede ser activado al cargar el arma. Posee un cargador de gran  gran capacidad de cargador y su tamaño, además de contribuir a la precisión de la misma por su radio de mira (sight radius), trayendo así la intimidación por parte de eventuales amenazas.
Se trata de una pistola de mecanismo en acción doble o simple. Tiene óptima precisión hasta los 50 metros en el tiro raso y hasta 90 metros en el tiro de puntería.

## Descripción del arma
- Seguridad: Seguro manual externo ambidiestro con desamartillador y bloqueo del martillo (estilo 1911/CZ 75)  bloqueo de percutor e indicador de cartucho en recámara.
- Acabado: Pavonado, acero inoxidable.
- Materiales: cañón y corredera de acero, armazón de aluminio.

## Usuarios
- Argentina: Policías provinciales de Argentina
- Brasil: Policía Rodoviaria Federal; Fuerzas Armadas de Brasil
- Chile
- Indonesia
- Irak
- Libia
- Malasia
- Paraguay: Policía Nacional del Paraguay
- Perú
- República Dominicana